# Proteinoplast
Proteinoplast, proteoplast – plastydy zawierające wyjątkowo dużo, widocznych pod mikroskopem, inkluzji białkowych. Białka te pełnią rolę substancji zapasowych. Proteinoplasty występują w nasionach wielu gatunków roślin. W ostatnich dziesięcioleciach nie opublikowano żadnych prac naukowych na temat proteinoplastów. W komórkach korzeni tytoni białka obecne w proteinoplastach składają się z białek zawierających hem i raczej nie pełnią funkcji materiału zapasowego.